# Barquilla de Pinares
Barquilla de Pinares es una pedanía del municipio de Talayuela, en la provincia de Cáceres, comunidad autónoma de Extremadura (España). Se encuentra en la ribera del río Tiétar. La mayoría de sus habitantes se dedican a las faenas agrícolas. Es zona de regadío.

## Demografía
En el año 1981 contaba con 305 habitantes, pasando a 328 en 2016, de los cuales 283 están concentrados en el núcleo de población y el resto viven diseminados.

## Patrimonio
Iglesia parroquial católica bajo la advocación de  San Miguel Arcángel, en la diócesis de Plasencia, arciprestazgo de Navalmoral de la Mata.